# Lymantria ornata
Lymantria ornata är en fjärilsart som beskrevs av Charles Oberthür 1923. Lymantria ornata ingår i släktet Lymantria och familjen tofsspinnare. Inga underarter finns listade i Catalogue of Life.